# Quetzaltenango
Quetzaltenango è un comune del Guatemala, capoluogo del dipartimento omonimo.
Il nome significa posto del Quetzal. In origine il nome era Culajá che vuol dire  gola di acqua, successivamente dopo la conquista Quiché nel XIV secolo è stato chiamato Xelajú che significa posto governato da 10 oppure
posto sotto 10 monti.
L'area era popolata da indigeni ben prima della colonizzazione spagnola, ma fu Juan de León y Cardona a fondare il primo nucleo dell'attuale centro abitato nel 1524.
Per tutto il periodo della sua esistenza, è stata la capitale dello stato di Los Altos.